# Luis Alcaraz
Luis Alcaraz Torrás (* 5. Dezember 1910 in Mexiko-Stadt; † 1. Juni 1963 bei Matehuala) war ein mexikanischer Komponist, Pianist und Sänger.

## Leben
Alcaraz war der Sohn des Komponisten Luis Arcaraz y Chopitea, der mit Zarzuelas, Operetten und im Alter auch kirchenmusikalischen Werken bekannt wurde. Er studierte zunächst Maschinenbau, absolvierte eine Pilotenausbildung und arbeitete als Radioverkäufer. 1932 präsentierte er im Teatro Iris seine erste musikalische Revue Bluff Mata Hari, Es folgten weitere Revuen wie Juguete de Amor, die im Wechsel mit denen von Agustín Lara und Gonzalo Curiel erschienen.
1938 gründete er sein erstes Orchester, eine Bigband im Stil von Glenn Miller und Harry James. Mit Solisten wie Mario Patrón, Chucho Zarzosa, Tino Contreras, Leo Acosta, Héctor Hallal „El Árabe“ und Juan García Esquivel tourte er mit seiner Bigband durch die USA. In den 1950er Jahren gründete er ein Orchester mit US-amerikanischen Musikern, mit dem er vier LPs aufnahm. Beim Jazzfestival 1956 in Los Angeles trat er im Wechsel mit Dave Brubeck und Louis Armstrong auf. 1959 ließ er sich in Monterrey nieder und gründete dort den Nachtclub Cita con Arcaraz, in dem er selbst auftrat. 1961 kehrte er nach Mexiko-Stadt zurück und trat dort 1962 Social Club mit großem Erfolg auch. Im gleichen Jahr nahm er ein Album mit Chor und Orchestern im Stil von Ray Conniff auf. Am 1. Juni 1963 kam er bei einem Autounfall ums Leben.
Alcaraz war ein sehr erfolgreicher und produktiver Komponist. Er schrieb Musiken zur mehr als zwanzig Filmen und komponierte über zweihundert Lieder, darunter Bonita, Distancia, Viajera, As de corazones rojos, Sortilegio, Prisionero del mar und Quinto patio. Häufig arbeitete er mit Komponisten zusammen wie Emilio Tuero (Sombras), José Antonio Zorrilla Monís (Bonita), Ernesto Cortázar (Prisionero del Mar) und vor allem Mario Molina Montes (Sombra Verde, Viajera, Quinto Patio). Zu den Interpreten seiner Songs zählten Juan Arvizu, Pedro Vargas, Antonio Badú, Chucho Martínez Gil, Jorge und Fernando Fernández und Germán Valdés (Tin Tán). Für Quinto Patio wurde er mit dem Premio Esparza Oteo ausgezeichnet, mit drei Songs gewann er Goldene Schallplatten: Quinto Patio, Viajera und Bonita. Die Sociedad de Autores y Compositores de México ehrte ihn 2011 mit der posthumen Auszeichnung Juventino Rosas.